# Dope D.O.D
Dope D.O.D. est un groupe de rap hardcore et dubstep néerlandais. Il est composé de Jay Reaper, Skits Vicious, Dopey Rotten (ancien membre) et de Chubeats, le DJ.

## Biographie
Dope D.O.D. publie un premier album studio, Branded, le 23 septembre 2011. Deux ans plus tard sort leur deuxième opus, Da Roach.
Ce groupe atteint une renommée internationale grâce à leur titre What Happened?, la vidéo sur YouTube ayant été visionnée plus de 20 millions de fois en moins de 5 ans (du 30 janvier 2011 au 15 novembre 2015). Ils obtiennent par ailleurs le European Border Breakers Award en 2013 avec leur album Branded. En juin 2015, Dopey Rotten quitte le groupe, notamment pour des raisons de santé. Au début de 2016, le groupe joue au Bikini. La même année, le groupe publie son troisième album studio, Acid Trap.
En 2017, Dope D.O.D joint ses forces avec le légendaire groupe de rap hardcore Onyx pour la sortie de l'album Shotgunz in Hell.
En 2018, le groupe apparaît dans un featuring avec Dr. Peacock, sur le titre hardcore Acid Bomb.

## Discographie

### Albums studio
- 2011 : Branded
- 2013 : Da Roach
- 2014 : Master Xploder
- 2016 : Acid Trap
- 2017 : Shotgunz in Hell (avec Onyx)
- 2019 : Do Not Enter

### EP
- 2011 : The Evil EP
- 2015 : Ugly
- 2015 : Battle Royal
- 2018 : The System Reboot